# Боннський саміт НАТО 1982
Боннський саміт НАТО 1982 року — це був шостий саміт НАТО. Офіційні засідання та неформальні зустрічі відбулася 10 червня 1982 р. в м. Бонн. Після церемонії підписання угоди про Північноатлантичне партнерство (4 квітня 1949 року), цей саміт став п'ятим за рахунком.

## Підґрунтя
У цей період організація зіштовхулася з невирішеним запитанням, яке пов'язане із тим, чи нове покоління лідерів буде прихильниками НАТО, як і їх попередники.